# Allerburg (Dautphetal)
Die Allerburg, auch Alte Schanze genannt, ist eine vermutete abgegangene Spornburg, die aber nicht auf dem naheliegenden Allerberg, sondern wenige Dutzend Meter nördlich davon auf dem Hünstein bei etwa 503 m über NN im Oberen Lahntal südöstlich des Ortsteils Holzhausen der Gemeinde Dautphetal im Landkreis Marburg-Biedenkopf in Hessen liegt.

## Geschichte
Bei der ehemaligen Burg handelt sich vermutlich um eine später entstandene mittelalterliche Burganlage, errichtete auf der vorgelagerter Spornkuppe (auch Hünsteinklippe oder Hunnenstein genannt) inmitten einer vorgeschichtlichen Wehranlage, dem Ringwall Hünstein. Heute sind noch Spuren eines Halsgrabens zu sehen.
Eine Überlappung mit dem genannten Ringwall Hünstein kann nicht ausgeschlossen werden, da bisher keine Befunde vorliegen. Schon bei Georg Landau wurde 1858 Allerburg und Hünstein gleichgesetzt. Auch Georg Wilhelm Justin Wagner schrieb über den Hünstein „... auch befindet sich daselbst noch eine weitere Verschanzung, welche, aus Wall und Graben bestehend, einen stumpfen Winkel bildet. Ob an diesen Stellen Gebäude, namentlich eine Burg, gestanden, ist zweifelhaft.“ 
Nach Überlieferung soll Landgraf Heinrich II. von Hessen in Folge der Dernbacher Fehde im 14. Jahrhundert mit dem Bau einer Feste begonnen haben, die aber nach kurzer Zeit von den Herren von Nassau zerstört wurde.
Das Gebiet (Hessisches Hinterland) gehörte als Landkreis Biedenkopf bis 1866 zum Hessen-Darmstädter Territorium und ab 1867 zum Königreich Preußen, Provinz Hessen-Nassau, Regierungsbezirk Wiesbaden. Es wurde am 1. Juli 1974 mit dem Landkreis Marburg am zum neuen Landkreis Marburg-Biedenkopf zusammengelegt. Infolge der wechselnden Zuständigkeiten wurde das Gebiet, aus welchen Gründen auch immer, archäologisch kaum untersucht. Es ist bis heute archäologisch gesehen ein „weißer Fleck“.